# Cadillac Mountain

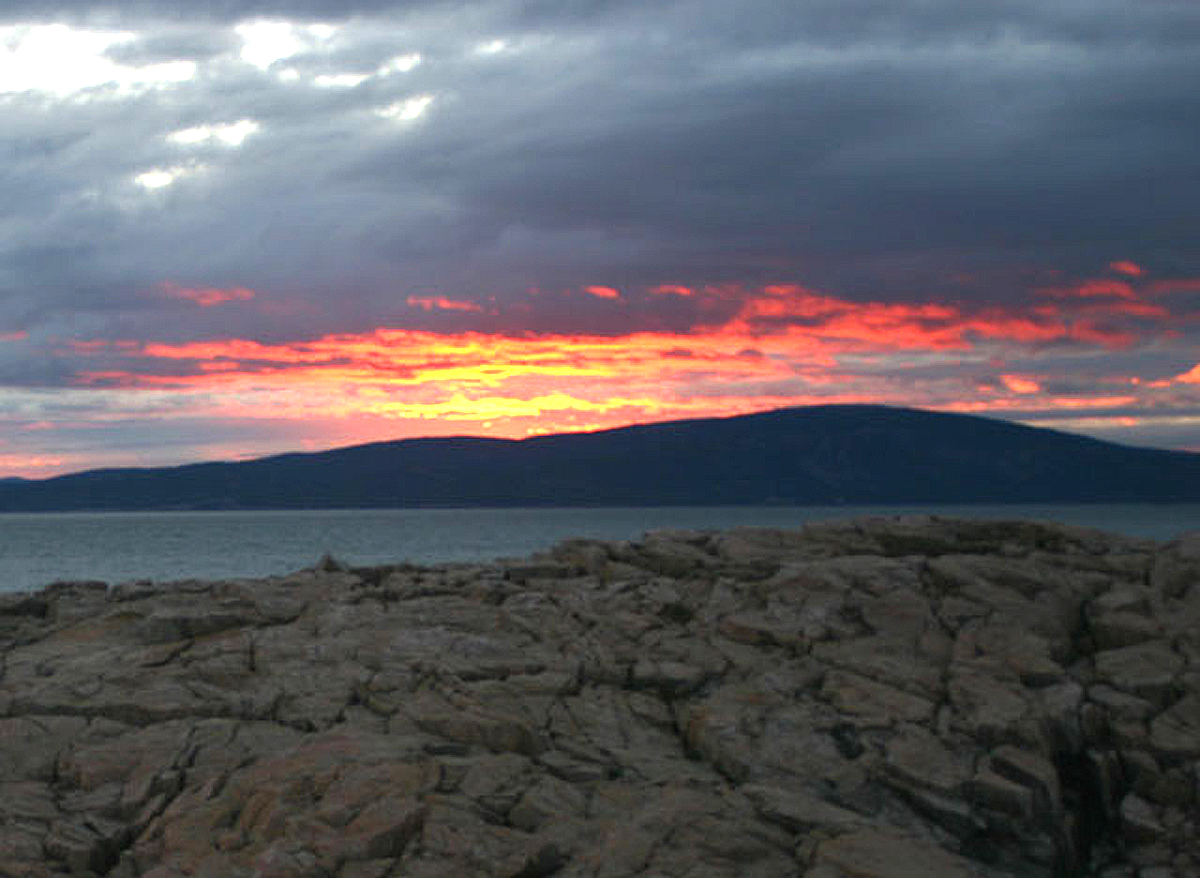
Cadillac Mountain

Cadillac Mountain – góra wysokości 466 m n.p.m. na wyspie Mount Desert. Cadillac Mountain wchodzi w skład Parku Narodowego Acadia i jest najwyższym punktem wybrzeża atlantyckiego.